# Nationalhymne der Frauen

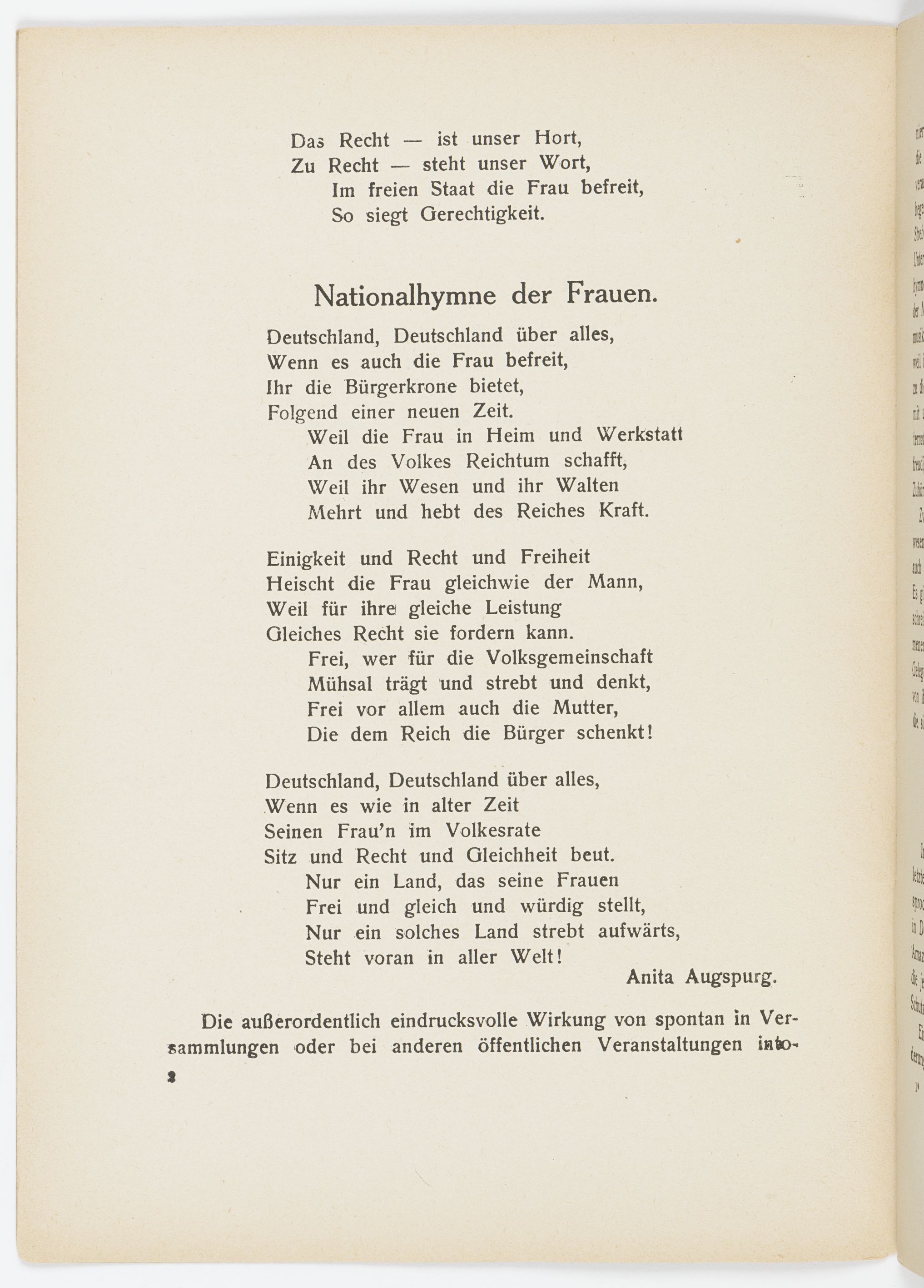
Veröffentlichung der Nationalhymne der Frauen in Frauenstimmrecht April/Mai 1912

„Nationalhymne der Frauen“ ist der Titel eines dreistrophigen Liedes, das Anita Augspurg 1912 in der ersten Ausgabe der von ihr selbst herausgegebenen Zeitschrift Frauenstimmrecht veröffentlichte. Die Autorin empfahl ebendort die deutsche Nationalhymne als Begleitmelodie.

## Hintergrund
Der Text entstand vor dem Hintergrund des Kampfes der Frauen in Deutschland um das Frauenwahlrecht, das sie in der Folge 1918 erhielten. Die Frauenbewegung organisierte sich in mehreren Frauenstimmrechtsvereinen und brachte ihre Forderungen auf Demonstrationen, in Diskussionen und Publikationen zum Ausdruck.
Die in der bürgerlichen Frauenbewegung aktive Anita Augspurg hatte die psychologische und gemeinschaftsstiftende Wirkung von bei Versammlungen und auf Demonstrationen gesungenen Liedern in England erlebt und den Liedtext explizit zur Verstärkung der Wirkung der Frauenstimmrechtsforderungen gedichtet.
Im Anschluss an die drei Liedstrophen erläuterte Augspurg in einem Begleittext, dass es „Gelegenheiten und Momente [gibt], wo eine nicht zu beschreibende, unwiderstehliche Wirkung durch allseitig aufgenommenen machtvollen Chorgesang hervorgerufen wird.“

## Text
„Deutschland, Deutschland über alles,

Wenn es auch die Frau befreit,

Ihr die Bürgerkrone bietet,

Folgend einer neuen Zeit.
Weil die Frau in Heim und Werkstatt

An des Volkes Reichtum schafft,

Weil ihr Wesen und ihr Walten

Mehrt und hebt des Reiches Kraft.
Einigkeit und Recht und Freiheit

Heischt die Frau gleichwie der Mann,

Weil für ihre gleiche Leistung

Gleiches Recht sie fordern kann.
Frei, wer für die Volksgemeinschaft

Mühsal trägt und strebt und denkt,

Frei vor allem auch die Mutter

Die dem Reich die Bürger schenkt!
Deutschland, Deutschland über alles,

Wenn es wie in alter Zeit

Seinen Frau’n im Volksrat

Sitz und Recht und Gleichheit beut.
Nur ein Land, das seine Frauen

Frei und gleich und würdig stellt,

Nur ein solches Land strebt aufwärts,

Steht voran in aller Welt!“

## Textinterpretation
Anita Augspurg wählte als Grundlage für ihren Text die von August Heinrich Hoffmann von Fallersleben am 26. August 1841 gedichtete Nationalhymne, das „Lied der Deutschen“. Sie übernahm den Refrain „Deutschland, Deutschland über alles“ und knüpfte die Aussage an die Gleichstellung der Geschlechter. Als zweite Strophe übernahm sie die Liedzeile „Einigkeit und Recht und Freiheit“, die wiederum Frauen in gleichem Maß wie Männern zuzugestehen sei. Die dritte Strophe gipfelt in der politischen Forderung der Repräsentanz von Frauen im Parlament („Volkesrate“). Der abschließende Vers fasst zusammen, dass nur ein Deutschland mit verwirklichten Frauenrechten Vorbild in der Welt sein könne.

## Rezeption
Bis heute und vermehrt anlässlich der 100. Jährung des Frauenwahlrechts rezitieren, singen und interpretieren überwiegend Frauen die „Nationalhymne der Frauen“ in kulturellen und politischen Kontexten. Nachdem die politische Forderung des Frauenwahlrechts erfüllt wurde, wurden weitergehende frauenpolitische Forderungen mit dem Lied verknüpft. Beispielsweise flammt immer wieder eine Debatte auf, inwieweit die deutsche Nationalhymne selbst geschlechtergerecht zu formulieren und entsprechend umzudichten sei. Auch die Bayernhymne erhielt eine geschlechtergerechte Variante.